# ألان مور
ألان مور (بالإنجليزية: Allan Moore)‏ (25 ديسمبر 1964 بغلاسكو في المملكة المتحدة - ) هو مدرب كرة قدم ولاعب كرة قدم بريطاني في مركز جناح. لعب مع دونفرملين أثلتيك وسانت جونستون وكوين أوف ساوث وهارت أوف ميدلوثيان ونادي دمبرتون ونادي أردريونيانز ونادي ستيرلينغ ألبيون وأردريونيانز ونادي بارتيك ثيسل ونادي غرينوك مورتون ونادي ليفينغستون لكرة القدم.

## وصلات خارجية
- ألان مور على موقع قاعدة بيانات كرة القدم.إي يو (الإنجليزية)
- ألان مور على موقع Soccerbase.com (لاعب) (الإنجليزية)
- ألان مور على موقع Soccerbase.com (مدرب) (الإنجليزية)